# Eupithecia isotenes
Euphitecia isotenes es una especie de polilla de la familia Geometridae. La especie fue descrita por primera vez por Louis Beethoven Prout habiendo sido descrita en 1935, con distribución amplia en África. El holotipo de la especie fue descrita en los Montes Aberdare, a poca distancia de Kikuyu (Kenia). Varios paratipos han sido descrito en el sector Onyanga del Monte Camerún.